# Balloon's Day Parade

La Balloon’s Day Parade est un défilé belge de ballons géants à l'effigie de héros de bande dessinée. Cette animation a lieu à Bruxelles chaque année lors de la Fête de la BD. 

## Histoire
La Balloon’s Day Parade a été organisée à Bruxelles pour la première fois le 28 février 2009 à l'occasion de l'inauguration du Brussels Comic Strip Festival ou « Fête de la BD ». Il s'agit d’un cortège de gigantesques ballons à l'effigie de personnages de bande dessinée, d'animaux, objets, etc., gonflés à l'hélium. Le cortège traverse le centre de Bruxelles de part en part, depuis la gare du Midi jusqu'à la gare du Nord.
La parade s'est inspirée de la Macy's Thanksgiving Day Parade organisée à New York depuis 1924. Une équipe de spécialistes est venue des États-Unis pour offrir son expérience dans cette manifestation (gonflage des ballons, encadrement du cortège…). Les ballons ont été gonflés le matin du défilé.
Des groupes folkloriques, des parades de la police et des pompiers ainsi que des groupes de musiciens ont accompagné le cortège tout le long du parcours.

### Éditions
- 1re : samedi 28 février 2009
- 2e : dimanche 12 septembre 2010
- 3e : samedi 10 septembre 2011
- 4e : samedi 8 septembre 2012
- 5e : samedi 7 septembre 2013
- 6e : samedi 6 septembre 2014
- 7e : dimanche 6 septembre 2015
- 8e : dimanche 4 septembre 2016
- 9e : septembre 2017
- 10e : septembre 2018
- 11e : dimanche 15 septembre 2019[2]

## Parcours
- 2009 : départ gare du Midi - boulevard Maurice Lemonnier - boulevard Anspach - place de Brouckère - boulevard Adolphe Max - gare du Nord
- 2010 à 2016 : départ place des Palais - place de l'Albertine - Bourse - place de Brouckère

## Galerie

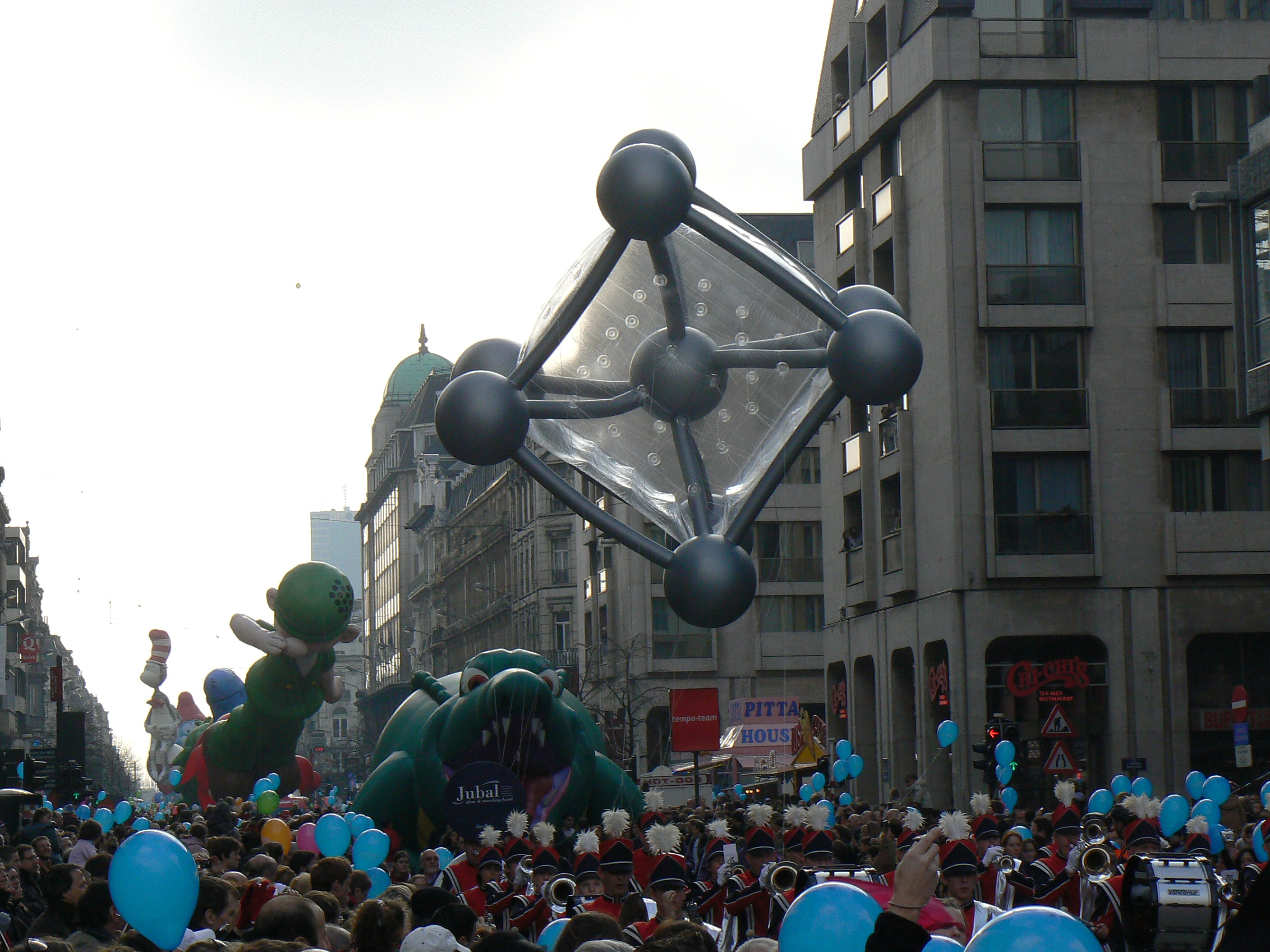
L'Atomium.
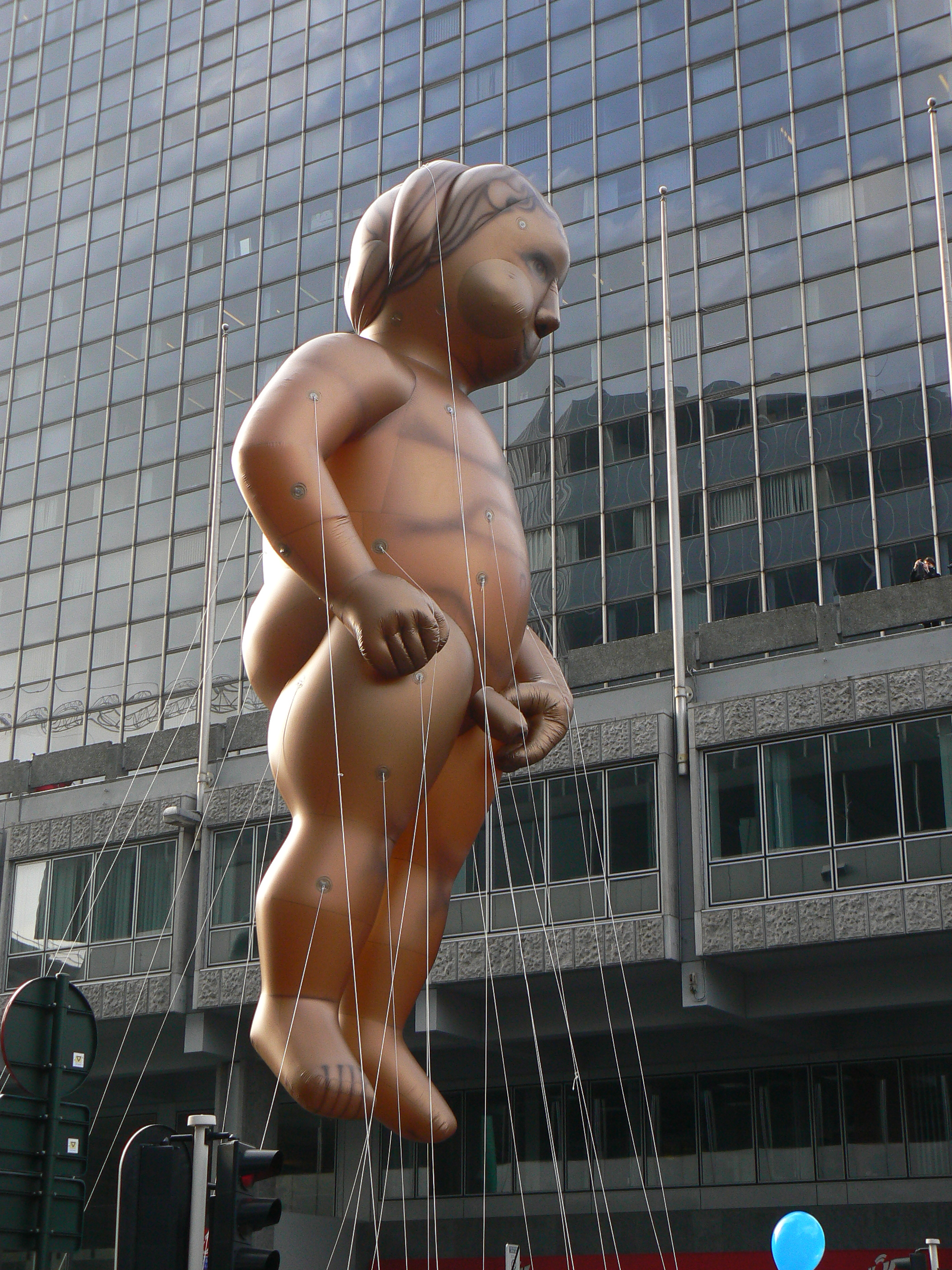
Manneken-Pis.
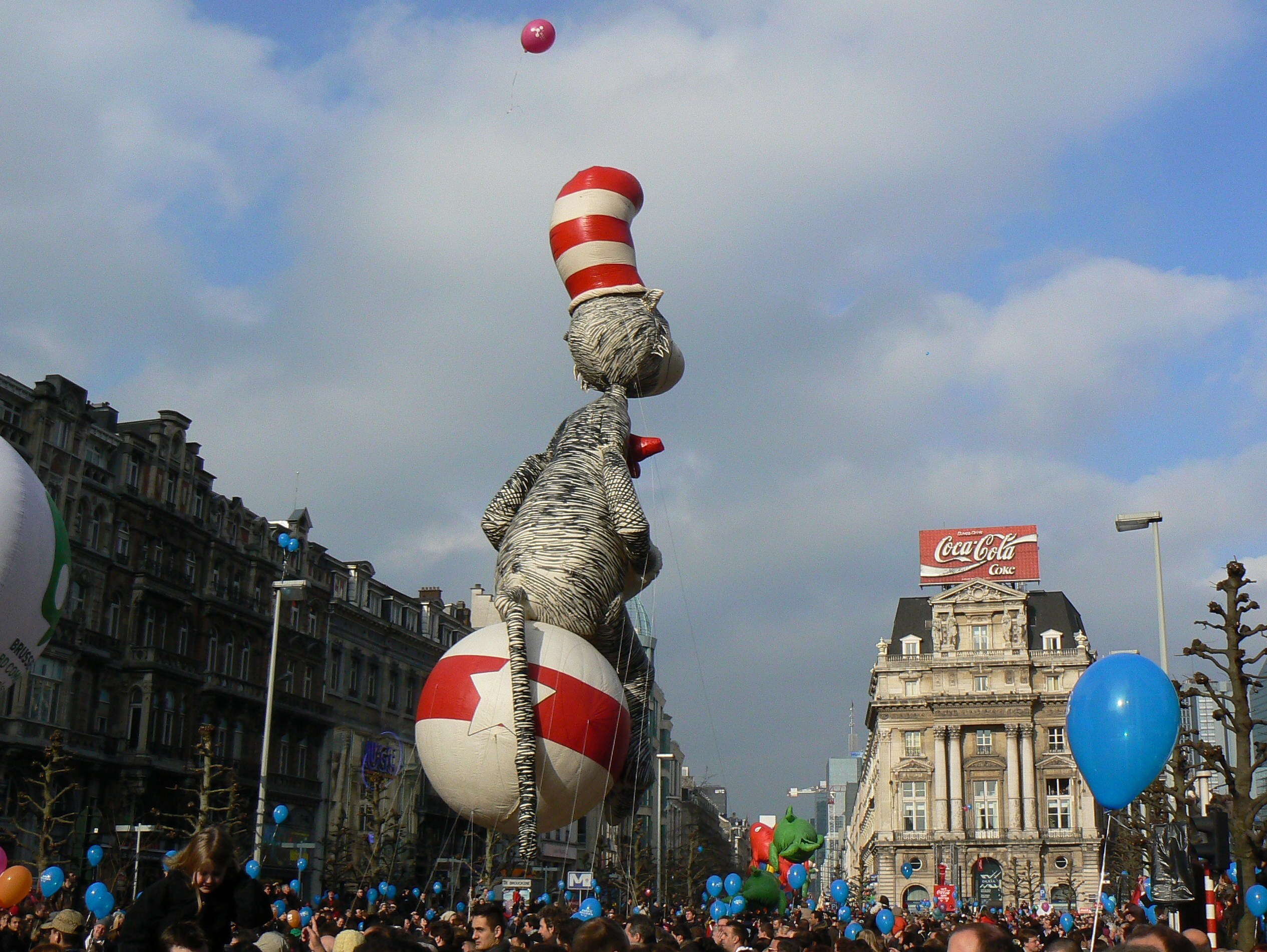
La place de Brouckère.